# IIIe législature du royaume de Sardaigne

La IIIe législature du royaume de Sardaigne (en italien : La III Legislatura del Regno di Sardegna) est la législature du royaume de Sardaigne qui a été ouverte le 30 juillet 1849 et qui s'est fermée le 20 novembre 1849. 

## Gouvernements
- Gouvernement de Launay
  - Du 27 mars 1849 au 7 mai 1849
  - Président du Conseil des ministres : Claudio Gabriele de Launay
- Gouvernement D'Azeglio I
  - Du 7 mai 1849 au 21 mai 1852
  - Président du Conseil des ministres : Massimo d'Azeglio

## Président de la chambre des députés
- Lorenzo Pareto
  - Du 30 juillet 1849 au 20 novembre 1849

## Président du sénat
- Giuseppe Manno
  - Du 27 juillet 1849 au 20 novembre 1849